# Marina Santos
Marina Santos Batista Dias (Picos, 13 de setembro de 1980), é uma médica e ex-parlamentar brasileira filiada ao Republicanos. Exerceu o mandato de deputada federal pelo Piauí.

## Dados biográficos
Filha de Isaac Batista de Carvalho e Maria Carleusa dos Santos Batista de Carvalho. Em 2018, foi eleita deputada federal pelo Partido Trabalhista Cristão (PTC) do Piauí com 70.828 votos. Entretanto, como seu partido não atingiu os requisitos para superar a "cláusula de barreira", Marina Santos migrou para o Solidariedade.

## Antecedentes familiares
Em 10 de janeiro de 1965, seu pai foi eleito prefeito de Santo Antônio de Lisboa pela UDN e mediante o bipartidarismo imposto pelo Ato Institucional Número Dois ingressou na ARENA e elegeu-se deputado estadual em 1966. Nesse mesmo partido, e depois via PDS e PFL, sua mãe foi eleita prefeita de Francisco Santos em 1972, 1982, 1992, 2000 e 2004. Também foi casada com Marcos Vinícius Cunha Dias, eleito prefeito de Novo Oriente do Piauí, via PSDB, em 2008 e 2012, o que a fez nora de Francisco José de Sousa Dias, eleito prefeito de Novo Oriente do Piauí, via PMDB, em 1988, e nora de Maria da Conceição Cunha Dias, eleita prefeita de Valença do Piauí via PTC em 2016.